# Пётч, Оливер
Оливер Пётч (нем. Oliver Pötzsch; род. 20 декабря 1970, Мюнхен, ФРГ) — немецкий писатель.

## Биография
Оливер Пётч родился в Мюнхене в семье врача и учительницы начальных классов. С 1992 по 1997 год он учился в Немецкой школе журналистики (нем. Deutsche Journalistenschule), затем начал работать в компании Bayerischer Rundfunk сперва на радио, а потом в сфере ТВ-вещания. В то же время Пётч изучал архивные материалы о своих предках — династии палачей из Шонгау, которые занимали эту должность в XVI–XIX веках. В 2008 году вышел дебютный роман Пётча «Дочь палача», посвящённый палачу Якобу Куизлю и его семье, дальним родственникам самого автора.
Впоследствии вышло ещё несколько романов-продолжений, написанных в жанре исторического детектива. Они стали бестселлерами: к 2013 году только издательство Amazon Publishing продало более миллиона экземпляров книг Пётча во всех форматах.
В России романы Пётча публикуются издательством «Эксмо» (с 2013 года). По словам одного из руководителей «Эксмо» Евгения Соловьёва, Оливер Пётч является одним из наиболее ярких представителей своего жанра наряду с Йеном Пирсом, К. Дж. Сэнсомом, Рори Клементсом и Борисом Акуниным.

## Произведения

### Серия «Дочь палача»
- «Дочь палача» (нем. Die Henkerstochter), 2008

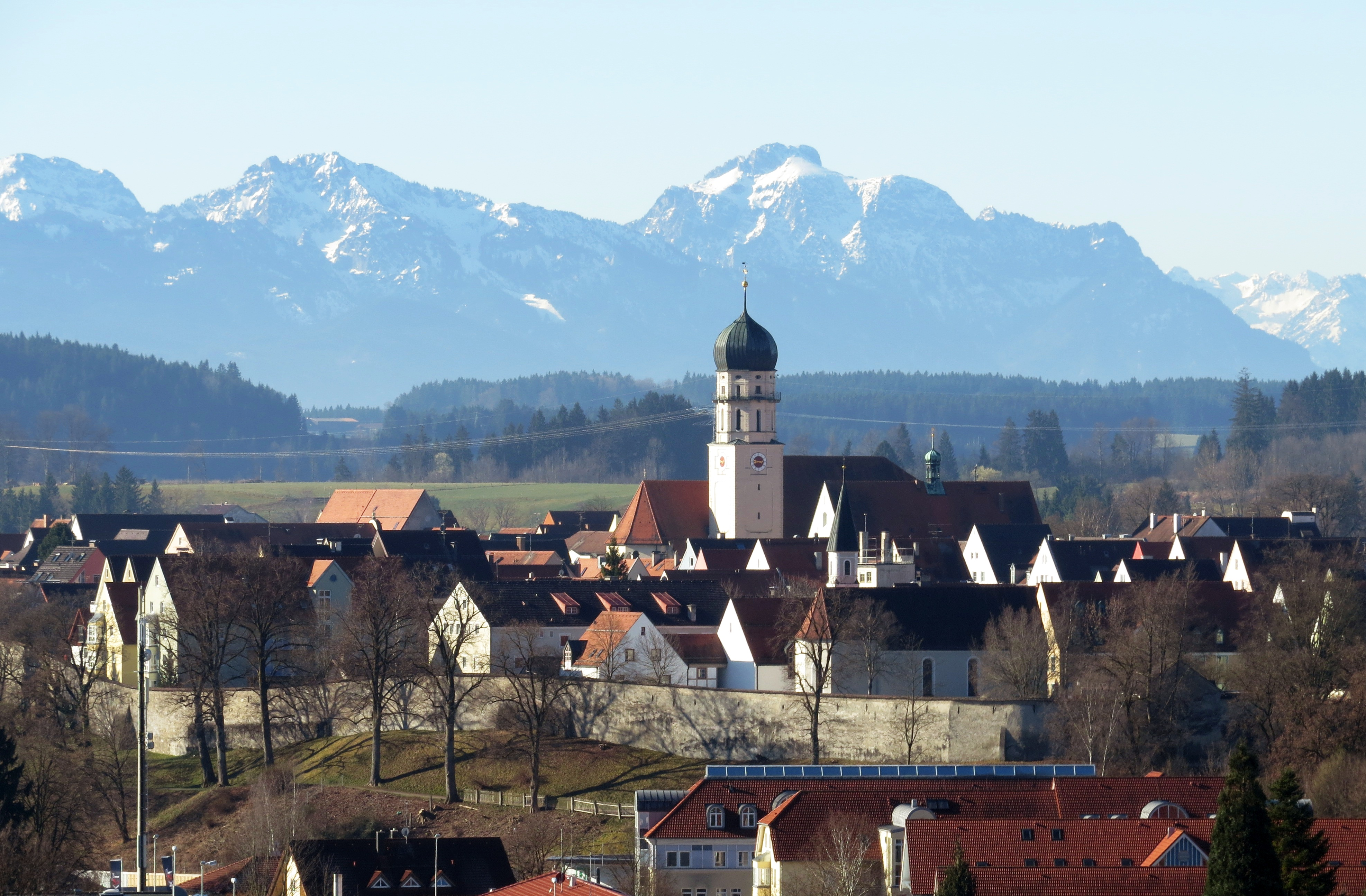
Центр Шонгау — города, где, по сюжету романов Пётча, жили Якоб и Магдалена Куизли (2014)

- «Дочь палача и чёрный монах» (нем. Die Henkerstochter und der schwarze Mönch), 2009
- «Дочь палача и король нищих» (нем. Die Henkerstochter und der König der Bettler), 2010
- «Дочь палача и ведьмак» (нем. Der Hexer und die Henkerstochter), 2012
- «Дочь палача и дьявол из Бамберга» (нем. Die Henkerstochter und der Teufel von Bamberg), 2014
- «Дочь палача и театр смерти» (нем. Die Henkerstochter und das Spiel des Todes), 2016
- «Дочь палача и Совет двенадцати» (нем. Die Henkerstochter und der Rat der Zwölf), 2017
- Die Henkerstochter und der Fluch der Pest, 2020
- Die Henkerstochter und die Schwarze Madonna, 2022

Действие романов происходит с 1659 по 1672 год. Главные герои: Якоб Куизль — палач небольшого баварского городка Шонгау, Симон Фронвизер — молодой лекарь, ранее учившийся в университете Ингольштадта, и Магдалена Куизль — дочь палача, знахарка и жена Симона (после событий романа «Дочь палача и король нищих»). Куизль, Симон и Магдалена сталкиваются с загадочными преступлениями в разных уголках Баварии (Шонгау, Бамберг, Регенсбург, монастырь в Андексе) и помогают властям в их расследовании.

### Другие книги
- «Заговор Людвига» (нем. Die Ludwig-Verschwörung), 2011
- «Крепость королей. Проклятие» (нем. Die Burg der Könige), 2013
- «Крепость королей. Расплата» (нем. Die Burg der Könige), 2013
- «Фауст. Сети сатаны» (нем. Der Spielmann), 2018

## Комментарии
1. ↑  В описываемые Пётчем времена Регенсбург обладал статусом имперского города и подчинялся не баварскому курфюрсту, а императору Леопольду I. Сейчас он входит в состав федеральной земли Бавария.